# تشارلز موريس (لاعب كريكت نيوزلندي)
تشارلز موريس (1840 - ) (بالإنجليزية: Charles Morris)‏ هو لاعب كريكت نيوزلندي.

## وصلات خارجية
- تشارلز موريس على موقع إي آس بي آن كريك إنفو (الإنجليزية)